# ヤースナヤ・ポリャーナ駅
ヤースナヤ・ポリャーナ駅（やーすなや・ぽりゃーなえき）はロシア連邦トゥーラ州に所在する駅である。

## 概要
ロシアの文豪レフ・トルストイ（以下「トルストイ」と略す）の旧宅のあるヤースナヤ・ポリャーナの最寄り駅で、この駅から連絡バスで10分程で行ける。
ヤースナヤ・ポリャーナ駅は駅舎が博物館（トルストイ鉄道博物館）となっていて、トルストイが亡くなった当時の鉄道に関する資料が展示されている。駅前にはトルストイの胸像がある。
モスクワからは同地の主要ターミナルのひとつクールスキー駅から急行列車「ヤースナヤ・ポリャーナ号」が土・日のみ運行されており、ヤースナヤ・ポリャーナ駅までの所要時間は3時間程である。
ヤースナヤ・ポリャーナ駅はロシア革命前はコズロヴァ・ザシェーカ駅（Козлова Засека）と呼ばれ、駅舎にはそちらの名前が書かれている。

## 主な行き先

### 上り（トゥーラ・モスクワ）方面
- クールスキー駅（モスクワ） - ヤースナヤ・ポリャーナ号

### 下り（クルスク）方面
- チェルニ(ru) - ヤースナヤ・ポリャーナ号

## 隣の駅
ロシア鉄道

各駅停車
コサヤ・ゴラー(ru) - ヤースナヤ・ポリャーナ駅 - ru:Казначеека
ヤースナヤ・ポリャーナ号
モスクワ駅(ru)  - ヤースナヤ・ポリャーナ駅 - ？